# Jan Žalman
Jan Žalman (vlastním jménem Antonín Novák, 14. dubna 1911 Královské Vinohrady – 27. září 1990 Praha) byl český filmový kritik a teoretik.

## Život
Byl dlouholetým šéfredaktorem časopisu Film a doba, v roce 1970 byl z politických důvodů z funkce odvolán a nemohl nadále oficiálně publikovat.